# Valle di Foppa
La Valle di Foppa è una regione della Surselva, Canton Grigioni, in Svizzera.

## Geografia
La pianura si estende lungo il fiume Reno tra Ilanz e la Ruinaulta; una valle trasversale al fiume il cui corso d'acqua, nei secoli, ha scavato profondi canyon.
In senso geografico Foppa (Groub in tedesco) racchiude i territori che vanno dal bosco di Flims sino a Obersaxen, Vuorz e Rueun.

## Lingua
La lingua maggioritaria della regione è il romancio anche se il tedesco è parlato diffusamente ed in alcuni comuni (Versam, Valendas e Ilanz/Glion) rappresenta la lingua madre della maggior parte degli abitanti.

## Vie di collegamento
Foppa è attraversata dalla strada cantonale e dalle ferrovie retiche (con stazioni ad Ilanz e a Sagogn-Vallendas).